# Shadow Fight 3
Shadow Fight 3 est un jeu vidéo de combat développé par la société russe Nekki en 2017. La première version bêta est sortie le 27 avril 2017, avec une sortie mondiale le 16 novembre de la même année,. Faisant partie de la série de jeux Shadow Fight, il est la suite de Shadow Fight 2, sorti sur les principales plateformes mobiles le 2 mai 2014.

## Gameplay
Dans la troisième partie, le personnage est initialement contrôlé par trois boutons : le bouton de coup de pied de jambe, le bouton de coup de pied de main et le bouton de capacités d'ombre, il y a également un joystick avec des flèches. Plus tard, des armes à distance deviennent disponibles pour le joueur.
Le jeu comporte une intrigue principale et une intrigue secondaire. Il existe également un mode de duel JcJ local. En outre, le jeu organise occasionnellement des événements. Ces événements sont limités dans le temps et peuvent raconter des histoires laissées de côté dans le scénario principal (l'événement Crimson March parle d'un mystérieux culte installé dans la forêt) ou avoir un rapport avec des fêtes (les événements Moon Festival et Flower Festival ont été programmés pour coïncider respectivement avec le Nouvel An chinois et le festival japonais des cerisiers en fleurs).

## Développement
Le développement du jeu a duré environ deux ans. La raison pour laquelle le développement du nouveau jeu a été lancé est la grande popularité du deuxième volet (plus de 250 millions d'installations). Les joueurs ont manifesté un grand intérêt pour la troisième partie. En 2017, peu avant la sortie, les développeurs ont participé à la Gamescom. 

## Revues et critiques
Le jeu est distribué sur le modèle free-to-play (jeu gratuit), ce pour quoi il est parfois critiqué : de nombreux éléments du jeu sont beaucoup plus faciles à acheter par donation qu'à obtenir dans le jeu. Cependant, les experts notent que le nouveau système de monétisation est plus confortable que celui qui existait dans Shadow Fight 2, lorsque le combattant dépensait de l'énergie, qui était restaurée au fil du temps ou contre de l'argent.
Une autre raison des critiques est l'écart par rapport au canon original avec des combattants à silhouette en deux dimensions,. 